# 卡利亚帕利
卡利亚帕利（Khaliapali），是印度奥迪沙邦伯尔格尔县的一个城镇。总人口5257（2001年）。

## 人口
该地2001年总人口5257人，其中男性2734人，女性2523人；0—6岁人口505人，其中男270人，女235人；识字率75.56%，其中男性为82.92%，女性为67.58%。